# Gertrud Spiess
Gertrud Spiess, née le 16 avril 1914 à Bâle (originaire du même lieu et Laufen-Uhwiesen) et morte le 14 juillet 1995 dans la même ville, est une personnalité politique suisse, membre du Parti démocrate-chrétien (PDC). Elle est députée au Conseil national de 1975 à 1983.

## Biographie
Gertrud Spiess naît le 16 avril 1914 à Bâle. Elle est originaire du même lieu et de Laufen-Uhwiesen, dans le canton de Zurich. Ses parents tiennent un magasin de machines à coudre.
Après avoir fréquenté l'école de jeunes filles de Bâle, elle étudie les lettres aux universités de Bâle et de Kiel. Elle obtient son diplôme d'enseignante. Elle reprend ensuite des études universitaires en islamologie à Bâle et au Caire. Elle décroche un doctorat dans cette discipline en 1948. De 1959 à 1976, elle est enseignante au gymnase des jeunes filles de Bâle et en est la vice-directrice de 1959 à 1966.

## Parcours politique
En 1959, elle participe à la grève des enseignantes organisée pour protester contre le rejet du suffrage féminin au niveau fédéral. Membre du Parti démocrate-chrétien, elle siège d'abord au conseil de la commune bourgeoise de Bâle de 1961 à 1969. Elle est élue au Grand Conseil du canton de Bâle-Ville en 1968 et y siège jusqu'en 1976. Elle le préside en 1975-1976, devenant ainsi la première femme à accéder à ce poste dans le canton et la deuxième au niveau suisse, dix ans après la socialiste Emma Kammacher à Genève en 1965,.
En 1975, elle est élue au Conseil national, où elle reste deux législatures, jusqu'en 1983. Elle est la première femme du canton de Bâle-Ville à siéger au Conseil national. Pendant son mandat, elle s'engage fortement pour l'introduction de l'heure d'été. En 1983, elle renonce à se représenter pour une troisième législature en raison de son âge.
En 1978, elle est élue vice-présidente de l'Union européenne des démocrates-chrétiens.